# Francine’s Flashback
Francine’s Flashback (рус. Прошлое Франсин) — четвёртый эпизод первого сезона мультсериала Американский папаша. Рейтинг серии — TV-14 VSD. Премьера серии была 15 мая 2005 года.

## Сюжет
Несмотря на намеки Фрэнсин, Стэн забывает про свою годовщину свадьбы, только помнит, что в этот день ежегодная рыбалка ЦРУ. Когда он наконец вспомнил, он паникует и приводит домой Уитни Хьюстон для того чтобы она спела, и в обмен получила кокаин. Фрэнсин не нравится это, и Стэн в отчаяньи усыпляет её газом. Он берет её в лабораторию ЦРУ, чтобы стереть прошлые 20 часов её памяти. Техник случайно стирает прошлые 20 лет её памяти вместо этого, заставляя Фрэнсин думать, что это теперь 1985 год.
Беря совет из фильма Билла Пуллмана, Стэн устраивает для Фрэнсин всё так, как будто бы ей снова 18 лет, перемещая её в её старую квартиру и делая Хейли её соседкой по комнате. Дома Стэн рассказывает Роджеру о том, как он и Фрэнсин влюбились: он решил подвести Фрэнсин, но не смотрев на дорогу, Стэн переезжает енота, потом, чтобы енот не страдал Стэн стреляет в него. Стэн пытается вернуть Фрэнсин память повторив инцидент, но дела идут не как запланировано: Стэн даже не задевает енота, но Стэна пытается убить енота; Фрэнсин пытается остановить его, но когда Стэн неистово преследует животное, оно убегает, а Фрэнсин называет Стэна психом и убегает.
Тем временем парень Хейли Джефф пытается убедить её пойти на Burning Man, но Хейли отказывается. Джефф идёт на выступление вместе с Фрэнсин. Когда Стэн и Хейли узнают, куда эти двое пошли, они следуют за ними на Burning Man, где Хейли узнает, что Джефф пошел с Фрэнсин только, чтобы заставить Хейли приехать на представление. Она остаётся с Джеффом, но Стэн все ещё неспособен вернуть память Фрэнсин, даже когда он спасает её от пламенной смерти, когда курящий человек на параплане зажигает деревянную Горящую статую Человека. Когда Стэн говорит с не осознающей Фрэнсин, что любит её и целует её, память Фрэнсин наконец возвращается, и она просыпается.
Тем временем Стив хочет пойти с Линдси Кулидж на свидание, она соглашается, но при условии, что он найдёт её подруге Джуэл парня. Роджер соглашается побыть её парнем, но когда они возвращаются в дом Стива, Джуэл узнает, что Роджер — пришелец, она говорит всё Линдси, и Роджер бьёт их обоих по голове и те теряют сознание. Когда Стэн и Фрэнсин приходят домой, они решают взять Линдси и Джуэл в лабораторию ЦРУ и стереть с их памяти последние 24 часа.